# Robin Schuster (Medienmanager)

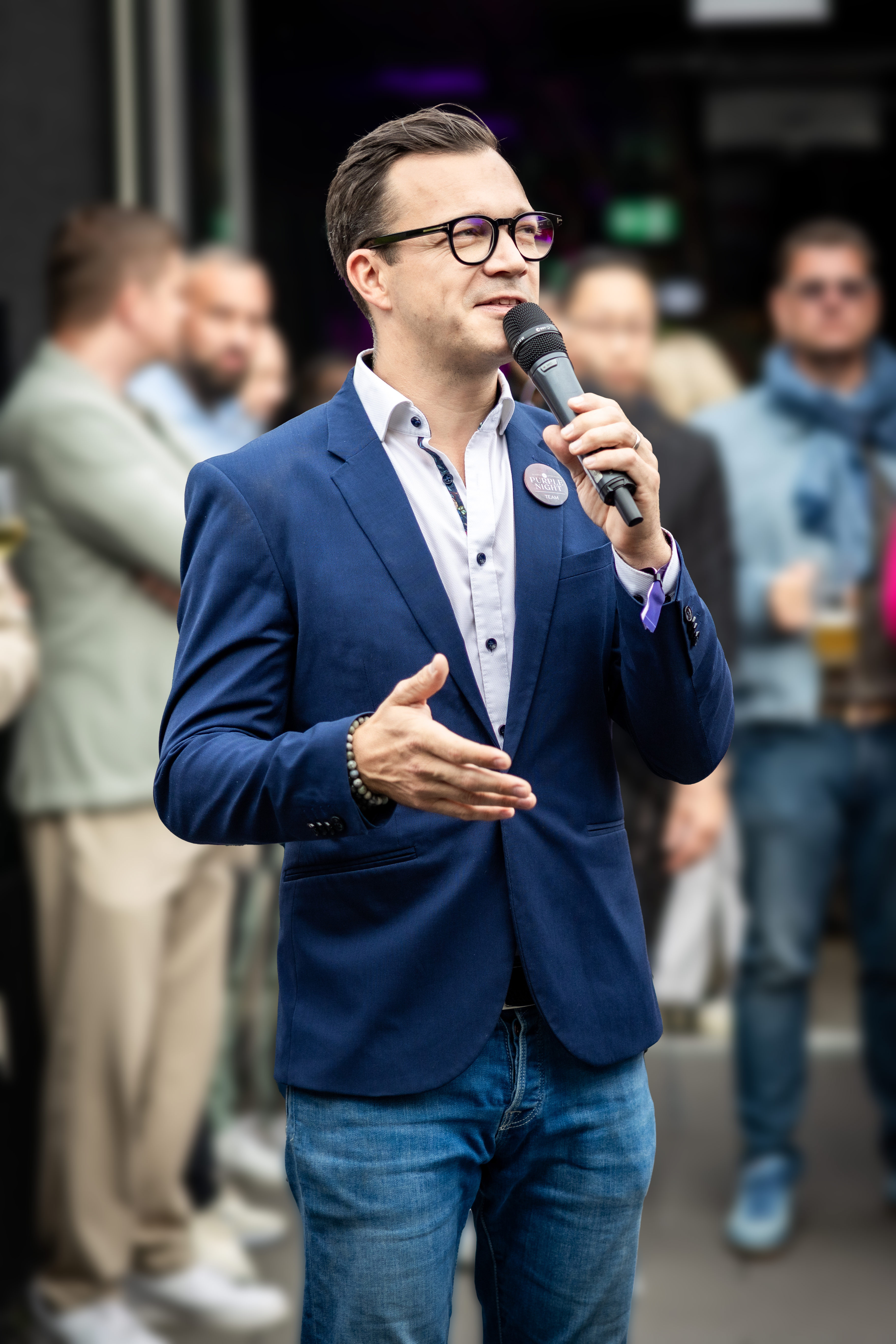
Robin Schuster bei einer Rede auf einer öffentlichen Veranstaltung 2025

Robin Schuster (* 29. Mai 1984) ist ein deutscher Medienmanager und Geschäftsführer. Seit 2018 leitet er den Radiosender die neue welle in Karlsruhe und seit 2021 zusätzlich den Sender Antenna Baden-Württemberg, Deutschlands ersten Radiosender speziell für Frauen.

## Leben und Ausbildung
Robin Schuster besuchte von 1990 bis 2003 das Max-Planck-Gymnasium in Heidenheim, wo er das Abitur ablegte. Anschließend studierte er von 2005 bis 2006 Europäische Kunstgeschichte und Musikwissenschaft an der Ruprecht-Karls-Universität Heidelberg. Zwischen 2011 und 2012 absolvierte er ein Studium im Bereich Medienmarketing an der Bayerischen Akademie für Werbung und Marketing (BAW) in München, welches er mit dem Titel Medienmarketing-Fachwirt BAW abschloss. Seine Diplomarbeit widmete sich der crossmedialen Vermarktung  im Lokalradio.

## Berufliche Laufbahn
Robin Schuster begann seine berufliche Karriere 2007 beim Radiosender DONAU 3 FM in Ulm, wo er zunächst als Volontär tätig war und später als Redakteur, Moderator und Brand Manager wirkte. Von 2015 bis 2018 leitete er dort als Programmleiter die Lokalpositionierung und Markenentwicklung des Senders.
Im April 2018 wechselte Schuster als Geschäftsführer zu die neue welle nach Karlsruhe. Unter seiner Führung entwickelte sich der Sender zu einem der reichweitenstärksten Lokalradios Baden-Württembergs. 2021 initiierte Schuster gemeinsam mit zwei weiteren Sendern die Gründung von „anna.FM“, Deutschlands erstem Radiosender speziell für Frauen, welcher später in „Antenna Baden-Württemberg“ umbenannt wurde.

## Politisches Engagement
Robin Schuster kandidierte bei der Kommunalwahl der Stadt Karlsruhe für die CDU auf Listenplatz 47. Er wurde am 29. März 2025 von der CDU Karlsruhe als Kandidat für die Landtagswahl Baden-Württemberg im Wahlkreis 27 (Karlsruhe I) nominiert.

## Ehrenamtliches Engagement
Robin Schuster engagiert sich ehrenamtlich als Mitglied der Vollversammlung sowie im Dienstleisterausschuss der IHK Karlsruhe. Darüber hinaus wirkt er als Beirat bei der City-Initiative Karlsruhe mit und ist Beisitzer im Kreisvorstand der CDU Karlsruhe-Stadt. Er beteiligt sich regelmäßig als Jurymitglied an diversen Projekten der Medien- und Kulturszene.

## Privates
Robin Schuster ist verheiratet und Vater von zwei Töchtern.